# I’m a Slave 4 U
I’m a Slave 4 U (englisch für „Ich bin deine Sklavin“) ist ein Lied der US-amerikanischen Popsängerin Britney Spears.

## Entstehung und Veröffentlichung
Das Lied wurde vom Produzentenduo The Neptunes (Chad Hugo und Pharrell Williams) getextet, komponiert und produziert.
Die Erstveröffentlichung von I’m a Slave 4 U erfolgte als Single am 24. September 2001 bei Jive Records. Diese erschien als CD-Maxi-Single mit einem Instrumental, dem Lied Intimidated und einen Interview als B-Seiten (Katalognummer: 9252752). Am 6. November 2001 erschien das Lied als Teil von Spears’ dritten Studioalbum Britney (Katalognummer: 9222522), dessen erste Singleauskopplung es ist.

## Liveauftritte
Spears’ Darbietung des Liedes 2001 bei den MTV Video Music Awards 2001 in New York zählt zu ihren berühmtesten, was wohl am meisten daran lag, dass sie während der Aufführung eine Albino-Python um ihren Hals trug. Der Auftritt erhielt negative Kritiken aus den Reihen der Tierschutzorganisation PETA, die den Gebrauch des exotischen Tieres während des Auftritts verurteilte.

## Musikvideo
Das Musikvideo für I’m a Slave 4 U wurde von Francis Lawrence produziert und zusammen mit der Single veröffentlicht. Hauptsächlich zeigt es Spears tanzend in einer Sauna, umgeben von weiblichen und männlichen Background-Tänzern. Für die Choreografie war Mayte Garcia zuständig.

## Kommerzieller Erfolg

### Chartplatzierungen
I’m a Slave 4 U avancierte zum Top-10-Erfolg in diversen europäischen Ländern sowie in Australien.
| ChartsChartplatzierungen       | Höchstplatzierung | Wochen |
| ------------------------------ | ----------------- | ------ |
| Deutschland (GfK)              | 3 (10 Wo.)        | 10     |
| Österreich (Ö3)                | 6 (14 Wo.)        | 14     |
| Schweiz (IFPI)                 | 7 (21 Wo.)        | 21     |
| Vereinigte Staaten (Billboard) | 27 (14 Wo.)       | 14     |
| Vereinigtes Königreich (OCC)   | 4 (18 Wo.)        | 18     |

| ChartsJahrescharts (2001) | Platzierung |
| ------------------------- | ----------- |
| Schweiz (IFPI)            | 68          |

### Auszeichnungen für Musikverkäufe
Die Single verkaufte sich laut Schallplattenauszeichnungen weltweit über 1,6 Millionen Mal.
| Land/Region                  | Auszeichnungen für Musikverkäufe (Land/Region, Auszeichnung, Verkäufe) | Verkäufe  |
| ---------------------------- | ---------------------------------------------------------------------- | --------- |
| Australien (ARIA)            | Gold                                                                   | 35.000    |
| Belgien (BRMA)               | Gold                                                                   | 25.000    |
| Frankreich (SNEP)            | Silber                                                                 | 125.000   |
| Norwegen (IFPI)              | Gold                                                                   | 5.000     |
| Schweden (IFPI)              | Gold                                                                   | 15.000    |
| Vereinigte Staaten (RIAA)    | Platin                                                                 | 1.000.000 |
| Vereinigtes Königreich (BPI) | Gold                                                                   | 400.000   |
| Insgesamt                    | 1× Silber · 5× Gold · 1× Platin ·                                      | 1.605.000 |

Hauptartikel: Britney Spears/Auszeichnungen für Musikverkäufe